# مرورگر دلفین
مرورگر دلفین (به انگلیسی: Dolphin Browser) یک مرورگر همراه برای سیستم‌عامل اندروید است. دلفین یکی از بهترین جایگزین‌های مرورگر اصلی اندروید است که از رفتار چندلمسی نیز حمایت می‌کند.
دلفین در دو نسخهٔ دارای تبلیغات و پولی که بدون تبلیغات است عرضه می‌شود. همچنین نسخهٔ پیشرفته‌ای هم از آن برای آندورید ۲٫۰ به بعد وجود دارد که Dolphin Browser HD خوانده می‌شود.
این مرورگر از قابلیت مرور زبانه ای پشتیبانی می‌کند، همچنین می‌توانید افزونه‌های مورد دلخواه خود را بر روی آن نصب کنید. این مرورگر برای ios نیز عرضه شده است.

## جوایز
از هنگامی که مرورگر دلفین عرضه شده است، جوایز گوناگونی را دریافت کرده. برای نمونه: در یکی از مجله‌های معروف مروبط به کامپیوتر در سال ۲۰۱۱ و ۲۰۱۲ به عنوان برترین مرورگر رایگان معرفی شد.